# 聖多明各-德拉卡爾薩達主教座堂

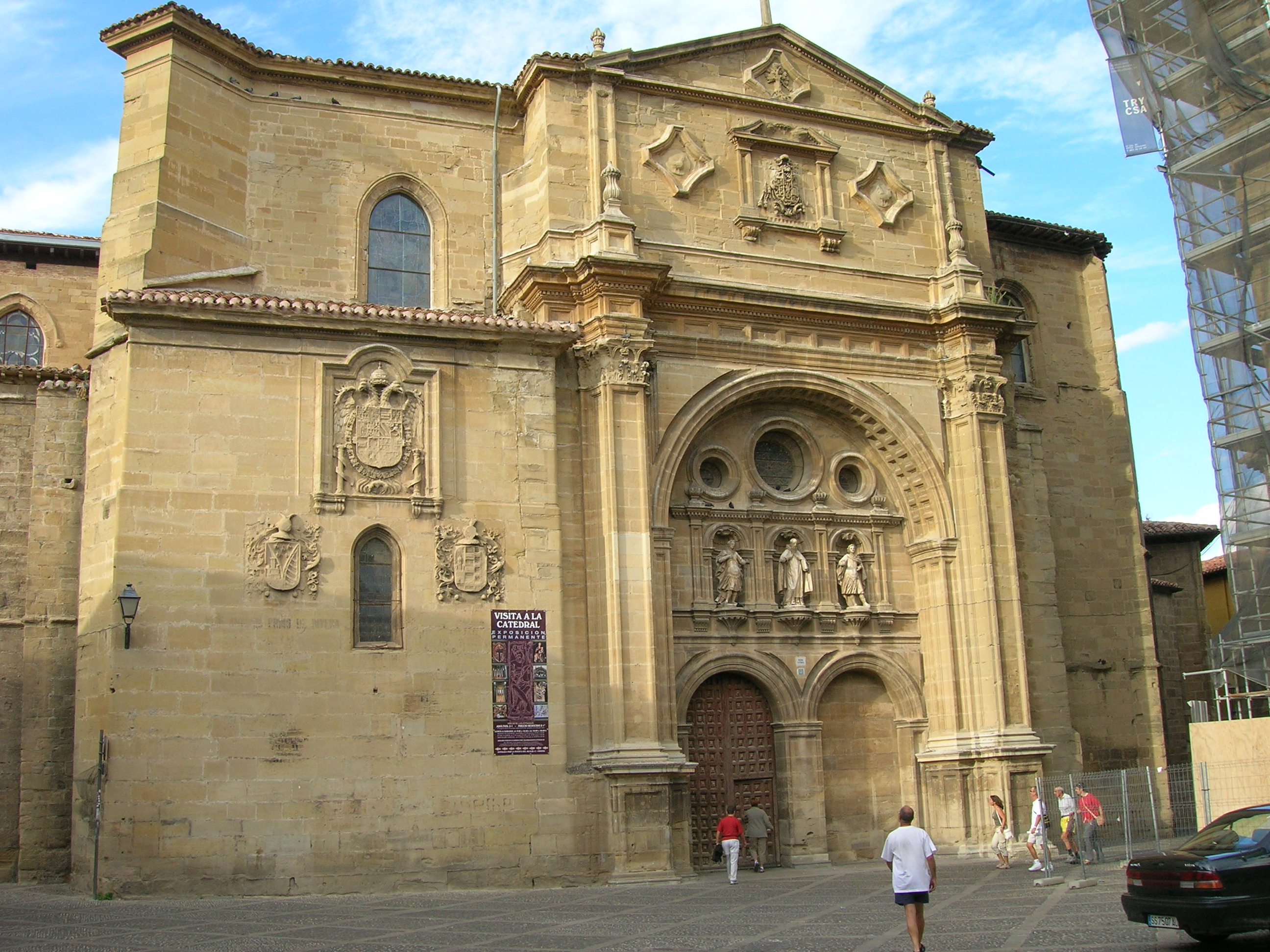
聖多明各-德拉卡爾薩達主教座堂

聖多明各-德拉卡爾薩達主教座堂（Cathedral of Santo Domingo de la Calzada）是西班牙拉里奧哈自治區城鎮聖多明各-德拉卡爾薩達的一座羅馬天主教的主教座堂。教堂修建於1537年至1540年期間，是一座文藝復興式建築。
42°26′31″N 2°57′09″W / 42.44194°N 2.95250°W